# Theope virgilius
Theope virgilius är en fjärilsart som beskrevs av Fabricius 1793. Theope virgilius ingår i släktet Theope och familjen Riodinidae. Inga underarter finns listade i Catalogue of Life.